# Ulica Ilke Vaštetove, Novo mesto
Ulica Ilke Vaštetove je ena od ulic v Novem mestu. Od leta 1970 se imenuje po slovenski pisateljici Ilki Vašte. Ulica ima 29 hišnih številk, poteka pa vzporedno z Ulico Milana Majcna po Recljevem hribu.